# Proboštský dvůr (Dejvice)
Proboštský dvůr v Dejvicích je bývalá usedlost v Praze 6, která se rozkládá mezi ulicemi Proboštská, U Dráhy a Zavadilova. Dvůr je chráněn jako nemovitá kulturní památka České republiky; předmětem ochrany jsou objekty obytných a hospodářských budov, kaple svatého Václava, zvonička, kovárna, pivovar, zeď a brána se vstupem.

## Historie
Dvůr byl majetkem Svatovítské kapituly. Protože se po roce 1620 nepodařilo najít nájemce, kapitula zde hospodařila sama. Počátkem 20. století se v usedlosti usadily sestry Apoštolátu sv. Františka, které zde zřídily dětskou opatrovnu. Sestry část pivovaru přestavěly na kapli svatého Václava. Po skončení 2. světové války areál propadl státu a od 50. let 20. století sloužil jako sběrný dvůr.

## Popis
Nejstarší stavební část dvora je raně barokní, klasicistní úpravy proběhly kolem roku 1800. Hodnotná je výzdoba kaple svatého Václava ve stylu takzvané Beuronské školy.